# Symphoniker Hamburg
La Symphoniker Hamburg (Orchestra Sinfonica di Amburgo) è un'orchestra tedesca con sede ad Amburgo, Germania. Fondata nel 1957, è una delle tre più grandi orchestre della città. La Symphoniker Hamburg è l'orchestra residente nella Laeiszhalle, l'Hamburg Music Hall GmbH. Oltre ai concerti sinfonici, la Symphoniker Hamburg si esibisce regolarmente come ensemble di accompagnamento per opere e balletti presso il Teatro dell'Opera di Amburgo. L'orchestra offre anche serie in abbonamento di concerti per bambini e concerti annuali all'aperto tenuti nel cortile centrale del municipio di Amburgo.

## Storia
La Symphoniker Hamburg tenne il suo primo concerto il 16 ottobre 1957 sotto la direzione del suo primo direttore principale, Robert Heger. Heger ricoprì la carica fino al 1961. Tra i suoi successori figuravano Heribert Beissel, che ha ricoperto il mandato più lungo come direttore principale fino ad oggi dal 1972 al 1986, Carlos Kalmar (1987–1991), Miguel Gómez-Martinez (1992–1999) e Yoav Talmi (2000–2004). Tra direttori ospiti principali c'è stato István Kertész. Andrey Boreyko è stato direttore principale dal 2004 fino alle sue improvvise dimissioni nell'autunno del 2007.
L'ultimo direttore principale dell'orchestra è stato Jeffrey Tate, che è stato nominato alla carica nell'ottobre 2007 e ha assunto l'incarico nella primavera del 2008. Nel febbraio 2014 l'orchestra ha annunciato l'estensione del contratto di Tate come direttore principale fino al 2019. Tate ha mantenuto la direzione principale della Hamburg fino alla sua morte, avvenuta il 2 giugno 2017. Nel febbraio 2018 l'orchestra ha annunciato la nomina di Sylvain Cambreling come suo successivo direttore principale a partire dalla stagione 2018-2019.

## Incisioni
Le registrazioni con la Symphoniker Hamburg sono apparse su Dabringshaus und Grimm, Edel Classics e Deutsche Grammophon, Deutscher Schallplattenpreis ECHO Klassik.

## Direttori principali
- Robert Heger (1957–1961)
- Gabor Ötvös (1961–1967)
- Wilfried Boettcher (1967–1971)
- Heribert Beissel (1972–1986)[7]
- Carlos Kalmar (1987–1991)
- Miguel Gómez-Martínez (1992–1999)
- Yoav Talmi (2000–2004)
- Andrej Borejko (2004–2007)
- Sir Jeffrey Tate (2009–2017)
- Sylvain Cambreling (2018–)